# Kamenný Přívoz
Kamenný Přívoz (deutsch Přiwos Kameny, 1939–1945 Steinüberfuhr) ist eine Gemeinde mit 1.120 Einwohnern und zahlreichen Wochenendhäusern, die überwiegend Prager Bürgern gehören. Sie befindet sich im tschechischen Bezirk Prag-West (okres Praha-západ).
Das Gemeindegebiet erstreckt sich am Unterlauf der Sázava, vier Kilometer südlich der Stadt Jílové u Prahy.

## Ortsteile
Zur Gemeinde Kamenný Přívoz gehören die Ortschaften Kamenný Újezdec (Steinaujestetz), Hostěradice (Hostieraditz) und Žampach (Pochmühle).

## Geschichte

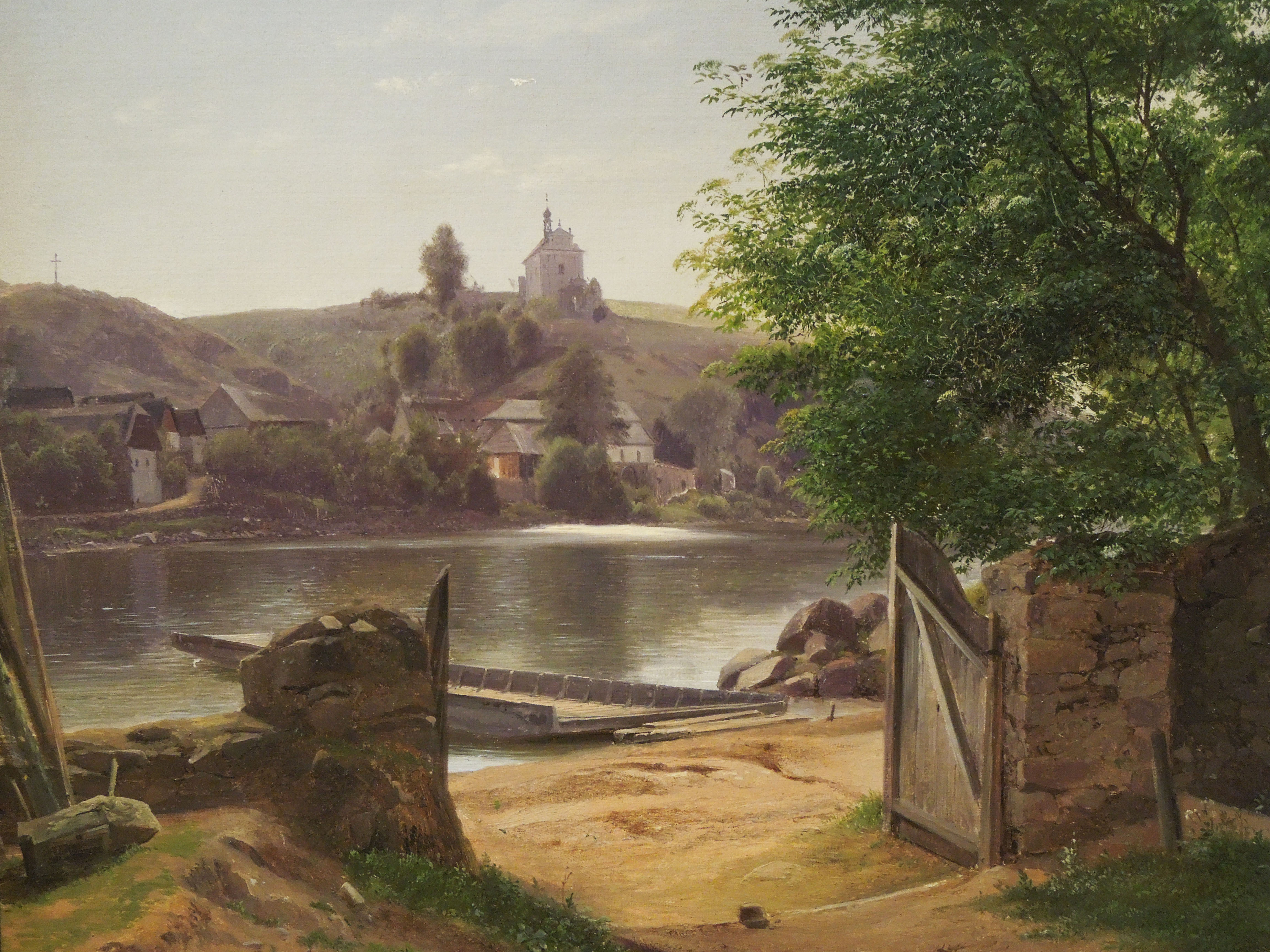
Bedřich Havránek Kamenný Přívoz an der Sázava (1850)

Der älteste Ortsteil Hostěradice war ursprünglich ein Hof auf dem Handelsweg von Prag nach Österreich. Im 11. Jahrhundert entstand hier eine Siedlung. 1205 ging das Eigentum an den Höfen und der Siedlung an das Kloster Ostrov. Nach der Zerstörung des Klosters während der Hussitenkriege ging das Eigentum an die Herren von Lešany über.
1520 folgten die Herren von Týnec, die es 1563 der Familie Lobkowitz übergaben. Diese vermachte es im gleichen Jahr dem Kapitel des Veitsdoms. 1683 folgte die Übergabe an die Herren von Lešany.
Die wichtigste Einnahmequelle des Ortes waren Holzwirtschaft, Steinbrucharbeit und die Förderung von Gold.

## Sehenswürdigkeiten
- Kirche der Hl. Ludmila
- Jangls Hof (Janglův statek)
- Alte Mühle

## Söhne und Töchter des Dorfes
- Jan Morávek (1888–1958), tschechischer Schriftsteller und Journalist.